# Jiří Šesták
Jiří Šesták (* 3. listopadu 1956 České Budějovice) je český manažer, pedagog, herec, spisovatel a politik. V letech 1980 až 2020 člen Jihočeského divadla (v letech 2004 až 2014 také ředitel divadla), v letech 2012 až 2018 senátor za obvod č. 14 – České Budějovice, v letech 2016 až 2018 místopředseda Senátu Parlamentu České republiky, v letech 2010 až 2016 a opět od října 2018 do září 2019 zastupitel města České Budějovice za HOPB (v letech 2010 až 2014 rovněž člen rady města), od listopadu 2019 do prosince 2020 první ředitel Muzea paměti XX. století v Praze. Aktuálně se věnuje především pedagogické činnosti a literární tvorbě. Po nástupu Petra Pavla do úřadu prezidenta republiky, se stal členem konzultačního panelu prezidenta pro návrh kandidátů na soudce Ústavního soudu. Od jara 2024 moderuje pořad České televize Historie.cs.

## Vzdělání a profese
Vystudoval Divadelní fakultu Akademie múzických umění v Praze. V roce 1980 nastoupil do činohry Jihočeského divadla. V letech 1986 až 1989 studoval externě dramaturgii na DAMU v Praze. V roce 2012 zde úspěšně zakončil doktorandské studium na katedře teorie a kritiky a získal tak titul Ph.D.
Od 1989 do 1997 byl uměleckým šéfem činohry Jihočeského divadla, v letech 1994 až 1996 byl zároveň jeho intendantem. V devadesátých letech působil v činohře i jako herec a režisér. Od 1. ledna 2004 do 31. října 2014 byl ředitelem Jihočeského divadla. Po ukončení působení v Senátu pracoval v Jihočeském divadle v letech 2018 až 2020 jako dramaturg.
Je členem výboru Asociace profesionálních divadel České republiky. V říjnu 2012 se stal členem expertního týmu pro řešení problematiky Národního divadla a uměleckou obec zastupoval také ve výběrové komisi na ředitele Národního divadla Brno a Divadla na Vinohradech. Byl členem Garanční rady Národního divadla v Praze a stále je členem správní rady Akademie múzických umění (AMU) v Praze.
Od jara 2019 účinkuje v Divadle na Vinohradech. V listopadu 2019 se stal na základě konkurzu prvním ředitelem nově vznikajícího Muzea paměti XX. století v Praze. Z této funkce odstoupil z osobních důvodů v prosinci 2020. V současnosti se věnuje pedagogické činnosti a autorské literární tvorbě.

## Pedagogická činnost
V roce 1997 založil společnost GRADOS CB, která vytvářela pro studenty středních a vysokých škol vzdělávací projekty a odborné semináře z oblasti umění a filosofie. V roce 2002 spoluzakládal v Českých Budějovicích Studentské univerzitní divadlo (SUD), které pořádá přednášky, semináře, divadelní představení, literárně-poetické pořady, filmové projekce a výtvarné výstavy.
Osobně se pedagogické činnosti věnuje od roku 2002. V letech 2002 až 2014  externě přednášel na Jihočeské univerzitě v Českých Budějovicích. V letech 2015–2022 přednášel na katedře produkce DAMU.

## Politická kariéra
V letech 2010–2022 byl členem politického hnutí Občané pro Budějovice (HOPB), za které byl zvolen do zastupitelstva a jako neuvolněný radní také do rady města České Budějovice. V říjnu 2012 byl ve druhém kole zvolen do Senátu, když jako nominant hnutí Starostové a nezávislí uspěl proti bývalému hejtmanovi Jihočeského kraje Janu Zahradníkovi z ODS. V horní komoře parlamentu zastupoval volební obvod č. 14 – České Budějovice. Byl členem Výboru pro vědu, vzdělání, kulturu a lidská práva.
V komunálních volbách v roce 2014 obhájil za hnutí Občané pro Budějovice post zastupitele Českých Budějovic. Původně byl na kandidátce na 16. místě, ale vlivem preferenčních hlasů skončil na 2. místě (hnutí přitom ve městě získalo 8 mandátů). Vzhledem k funkci senátora však již neusiloval o pozici radního města, v níž skončil. Dne 30. listopadu 2015 byl zvolen místopředsedou hnutí Občané pro Budějovice.
V krajských volbách v roce 2016 kandidoval na 22. místě jako člen HOPB za koalici "PRO JIŽNÍ ČECHY – Starostové, HOPB a TOP 09" do Zastupitelstva Jihočeského kraje, ale neuspěl. Po volbách do Senátu PČR v roce 2016 se stal místopředsedou Senátu PČR, když dne 16. listopadu 2016 obdržel 63 hlasů od 78 přítomných senátorů. S ohledem na s tím související časově stále náročnější pracovní povinnosti v Senátu rezignoval na post českobudějovického zastupitele.
Ve volbách do Senátu PČR v roce 2018 obhajoval svůj mandát v obvodu č. 14 – České Budějovice. Podporovali jej také TOP 09, hnutí STAN, KDU-ČSL, Zelení a hnutí SEN 21. Se ziskem 27,28 % hlasů skončil v prvním kole voleb na 2. místě a ve druhém kole se utkal s nezávislým kandidátem Ladislavem Faktorem. V něm však prohrál poměrem hlasů 38,11 % : 61,88 %, a mandát senátora tak neobhájil.
V komunálních volbách v roce 2018 byl zvolen za hnutí Občané pro Budějovice zastupitelem města České Budějovice. Původně byl na kandidátce na 20. místě, ale vlivem preferenčních hlasů skončil na 3. místě. V září 2019 na post zastupitele pro nesouhlas s celostátní politikou hnutí ANO, jež byla součástí tehdejší radniční koalice v Českých Budějovicích, rezignoval. V komunálních volbách v roce 2022 již do zastupitelstva Českých Budějovic nekandidoval.
V letech 2016–2022 byl členem Stálé komise Senátu pro Ústavu České republiky a parlamentní procedury, která se poradním orgánem Senátu pro projednávání a iniciování změn Ústavy ČR. Po nástupu Petra Pavla do úřadu prezidenta republiky, se stal členem konzultačního panelu prezidenta pro návrh kandidátů na soudce Ústavního soudu.

## Literární tvorba
V autorské tvorbě se Jiří Šesták věnuje jak dramatické tvorbě, tak odborné literatuře a beletrii. Jeho kniha Divadlo - kultura - podmínky z roku 2013 se stala úspěšnou učebnicí kulturního managementu. V prosinci 2021 vydal v nakladatelství Kant svou první novelu Cesta jinam odehrávající se během období normalizace v příhraniční části Šumavy, kam byl vstup zakázán. V roce 2022 vydal knihu Divoká honba, jejíž děj se odehrává ve stejných místech o generaci dříve v 50. letech. V listopadu 2023 Šestákovi za tento titul udělila odborná porota festivalu Šumava litera Cenu Johanna Steinbrenera. Zatím poslední Šestákova kniha Kristus jde na sever z roku 2024 domýšlí pozoruhodný životní příběh markomanské královny Fritigil, související se zapomenutou kapitolou prehistorie křesťanství na našem území. 
- ŠESTÁK, Jiří. Divadlo-kultura-podmínky. 1. vyd. [s.l.]: Akademie múzických umění, Kant, 2013. 124 s. ISBN 978-80-7437-079-3.
- ŠESTÁK, Jiří. Cesta jinam. 1. vyd. [s.l.]: Kant, 2021. 208 s. ISBN 978-80-7437-354-1.
- ŠESTÁK, Jiří. Divoká honba. 1. vyd. [s.l.]: Kant, 2022. ISBN 978-80-7437-392-3.
- ŠESTÁK, Jiří. Kristus jde na sever. 1. vyd. [s.l.]: Kant, 2024. 272 s. ISBN 978-80-7437-435-7.

## Výbor z díla
- 1989 Tyranobijci (divadelní hra)[28]
- 2013 Divadlo - kultura - podmínky[29]
- 2019 Po stopách Jihočeského divadla (spoluautor)[30]
- 2021 Cesta jinam (novela)[31]
- 2022 Divoká honba[32]
- 2023 K čemu to všechno vlastně bylo (povídka, Reportér 101/23)[33]
- 2024 Kristus jde na sever[34]

## Divadelní role

### Divadlo na Vinohradech

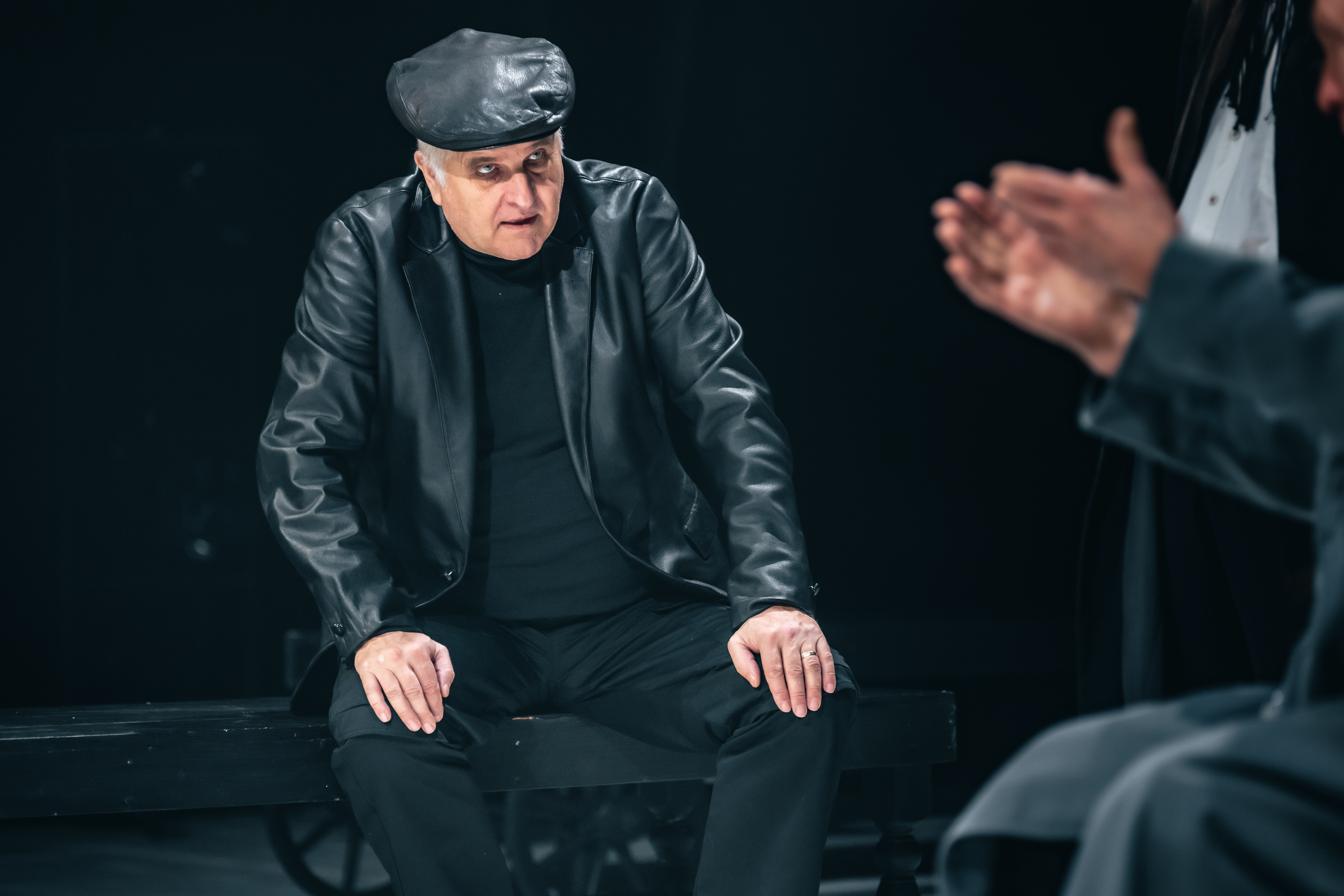
Jiří Šesták v roli Alonsa v inscenaci Vzpoura lásky (Fuente Ovejuna), Divadlo na Vinohradech, foto Petr Chodura (2023)

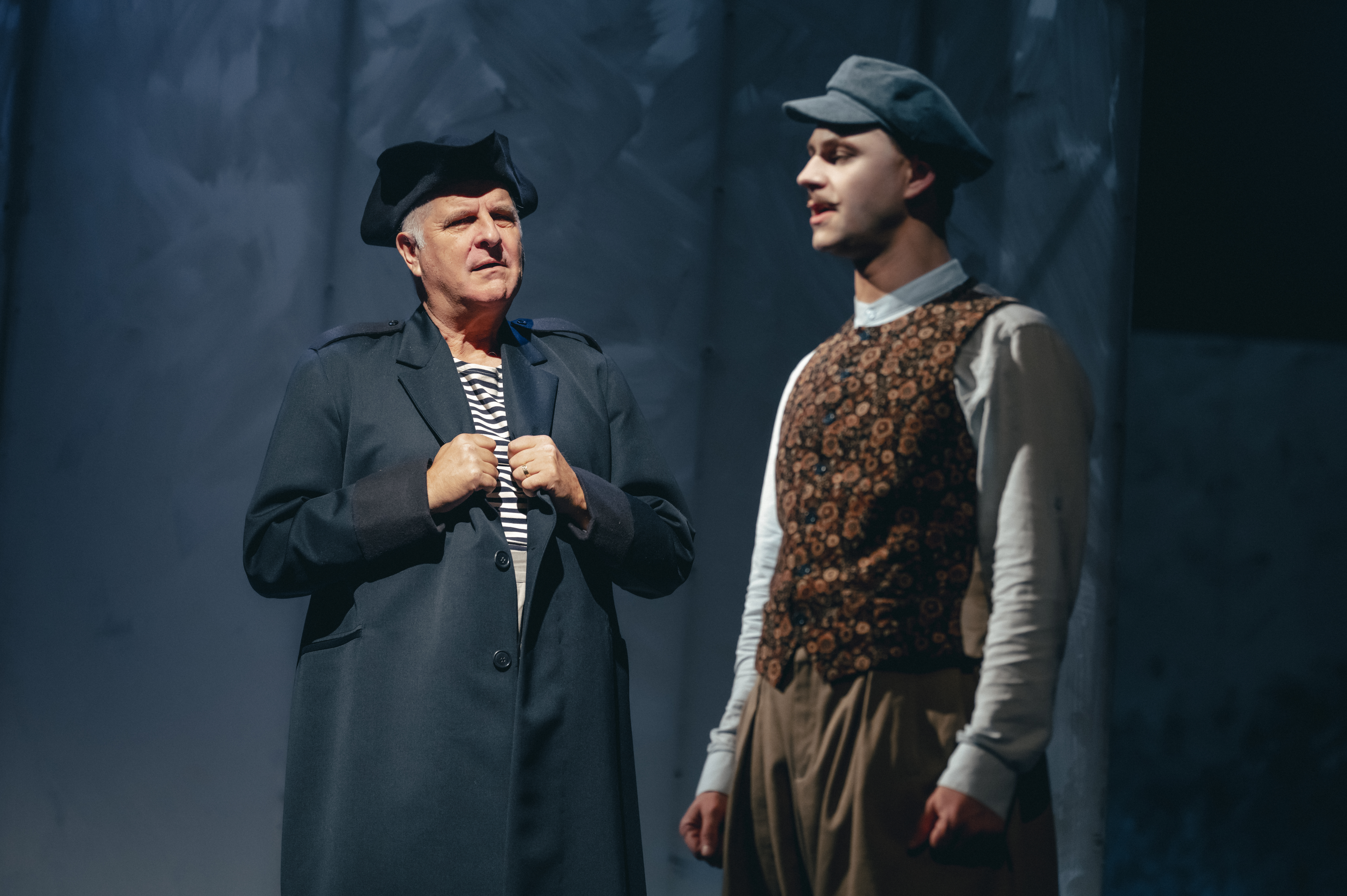
Jiří Šesták v roli Antonia, s Dominickem Benediktem (Sebastian) v inscenaci Večer tříkrálový aneb Cokoli chcete, Divadlo na Vinohradech, foto Petr Chodura (2024)

- 2002 James Clavell – Jiří Hubač: Král krysa, režie: Jan Novák, poprvé: 6. dubna 2002, premiéra: 10. dubna 2002, role: Timsen
- 2019 Friedrich Dürrenmatt: Návštěva staré dámy, režie: Jan Burian, premiéra: 6. září 2019, role: Farář
- 2019 William Shakespeare: Jak se vám líbí, režie: Juraj Deák, premiéra: 13. prosince 2019, role: Vévoda žijící ve vyhnanství
- 2022 Jiří Křižan – Martin Františák: Je třeba zabít Sekala, režie: Pavel Khek, premiéra: 8. dubna 2022, role: Hospodský
- 2023 Jan Vedral podle Josefa Škvoreckého: Danny Smiřický (Příběhy inženýra lidských duší), režie: Radovan Lipus, světová premiéra: 27. ledna 2023, role: Funkcionář – Kolaborant – Zřízenec
- 2023 Lope de Vega: Vzpoura lásky (Fuente Ovejuna), režie: Pavel Khek, premiéra: 31. března 2023, role: Alonso
- 2024 William Shakespeare: Večer tříkrálový aneb Cokoli chcete, režie: Juraj Deák, poprvé: 21. června 2024, premiéra: 6. listopadu 2024, role: Antonio

## Filmografie
- 1997 Králův šašek (režie: Miroslav Sobota)[35]
- 1998 O pyšném panovníkovi (režie: František Filip)[36]
- 1998 Kouzelný šíp (režie: Věra Jordánová)[37]
- 2002 Tři mušketýři (záznam divadelního představení v režii Martina Glasera)[38]
- 2004 Hop nebo trop (režie: Jiří Chlumský)[39]
- 2006 Obsluhoval jsem anglického krále (režie: Jiří Menzel)
- 2006 Indián a sestřička (režie: Dan Wlodarczyk)[40]
- 2012 Jak se vám líbí (záznam divadelního představení v režii Davida Radoka)[41]
- 2012 Nevinnost (režie: Jan Hřebejk)
- 2013 Líbánky (režie: Jan Hřebejk)
- 2016 Místo činu Plzeň (E03, režie: Jan Hřebejk)[42]
- 2021 Specialisté (S06E20, režie: Roman Švéda)[43]
- 2022 Místo činu České Budějovice (E09, režie: Jiří Chlumský)[44]